# 5. Sinfonie (Haydn)
Die Sinfonie A-Dur Hoboken-Verzeichnis I:5 komponierte Joseph Haydn um 1760/61 während seiner Anstellungszeit beim Grafen Morzin. Entgegen der sonst üblichen Form beginnt das Werk mit dem langsamen Satz. In Satz 1 und 3 haben die Hörner anspruchsvolle, solistische Passagen. Der Schlusssatz ist außergewöhnlich kurz.

## Allgemeines

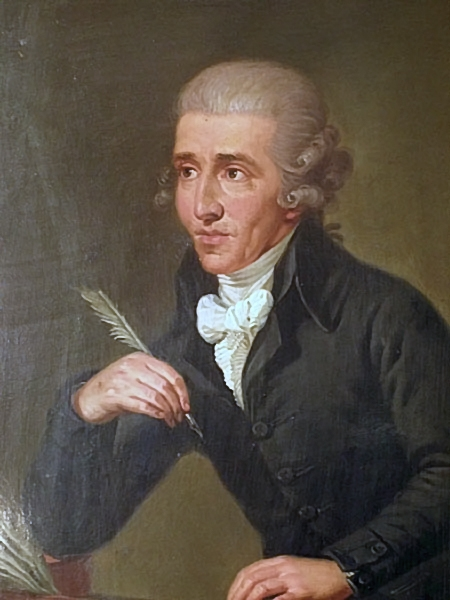
Joseph Haydn (Gemälde von Ludwig Guttenbrunn, um 1770)

Die Sinfonie Hoboken-Verzeichnis I:5 komponierte Joseph Haydn um 1760/61 während seiner Anstellungszeit beim Grafen Morzin.
Die Satzfolge langsam – schnell – Tanzsatz (Menuett) – schnell richtet sich nach der spätbarocken Kirchensonate und ist unter Haydns Sinfonien auch bei  Nr. 11, Nr. 18, Nr. 21, Nr. 22, Nr. 34 und Nr. 49 vertreten. Im Unterschied zur viersätzigen Kirchensonate steht an dritter Stelle kein langsamer Satz, sondern ein Menuett (die Sinfonie Nr. 18 ist nur dreisätzig), und die für die schnellen Sätze der Kirchensonaten typischen Ansätze zur Mehrstimmigkeit bzw. zur Fuge fehlen den entsprechenden Sätzen der Sinfonie Nr. 5. In Übereinstimmung zur Kirchensonate sind in den genannten Sinfonien jedoch alle Sätze in derselben Tonart gehalten.
Die Hörner spielen im Adagio und im Trio des Menuetts solistisch anspruchsvolle Passagen in teilweise hoher Lage. Die Sinfonien Nr. 5 und 11 werden unter Haydns frühesten Sinfonien hervorgehoben:

„Die beiden Sinfonien 5 und 11 unterscheiden sich von denen des italienischen Typs grundlegend: sie wirken weit persönlicher, konflikthafter und emotional tieflotender (…). Schon die beiden Eröffnungssätze, Adagio ma non troppo (Sinfonie 5) und Adagio cantabile (Sinfonie 11) überschrieben und somit die ersten wirklich langsamen Sätze in Haydns sinfonischem Schaffen, übertreffen die Mittelsätze der anderen frühen Sinfonien spürbar an emotionalem Ausdruck.“

„Daß einige seiner frühen Sinfonien – wie etwa die Nr. 5 und Nr. 11 – sorgfältiger ausgearbeitet scheinen als andere, könnte seine Ursache darin haben, daß Haydn für diese Sinfonien vielleicht mehr Zeit zum Komponieren hatte.“

## Zur Musik
Besetzung:  zwei Oboen, zwei Hörner, zwei Violinen, Viola, Cello, Kontrabass. Zur Verstärkung der Bass-Stimme wurde damals auch ohne gesonderte Notierung ein Fagott eingesetzt. Über die Beteiligung eines Cembalo-Continuos in Haydns Sinfonien bestehen unterschiedliche Auffassungen.
Aufführungszeit:  ca. 15 Minuten (je nach Einhalten der vorgeschriebenen Wiederholungen)
Bei den hier benutzten Begriffen der Sonatensatzform ist zu berücksichtigen, dass dieses Schema in der ersten Hälfte des 19. Jahrhunderts entworfen wurde (siehe dort) und von daher nur mit Einschränkungen auf ein um 1760/61 komponiertes Werk übertragen werden kann. – Die hier vorgenommene Gliederung der Sätze ist als Vorschlag zu verstehen. Je nach Standpunkt sind auch andere Abgrenzungen und Deutungen möglich.

### Erster Satz: Adagio, ma non troppo
A-Dur, 2/4-Takt, 82 Takte

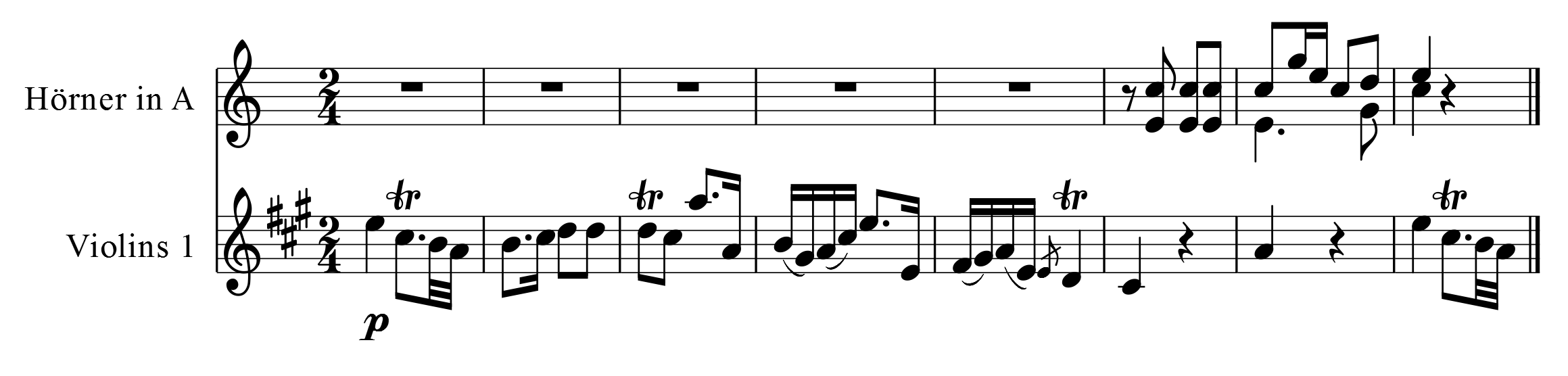
Beginn des Adagio

Haydn beginnt die Sinfonie mit einem sechstaktigen Thema in den Streichern, das durch Triller und punktierte Rhythmen gekennzeichnet ist. Auf diese „schlichte, klar gegliederte, liedhafte Melodie“ antworten die solistischen Hörner mit ihrer dreitaktigen, anspruchsvoll zu spielenden signalartigen Figur, woraufhin Streicher und Hörner – eingeleitet vom Kopfmotiv des Themas – in einen Dialog treten. Nach dem auf vier Takte ausgedehnten Hornsolo beginnt in Takt 20 in der Dominante E-Dur ein neues Motiv, wiederum mit Triller und punktierten Rhythmen, sowie mit Forte-Piano-Kontrast. Die Schlussgruppe ab Takt 26 greift den Themenkopf vom Satzanfang wieder auf, ebenso den Forte-Piano-Kontrast.
Am Anfang des Mittelteils („Durchführung“, Takt 31 bis 53) spielen die Violinen versetzt Motive des Themas. Eine Molltrübung ab Takt 42 betont dann die Forte-Piano-Kontraste, die nun durch Vorhalte besonders schroff erscheinen (z. B. Takt 44: ais-Vorhalt auf Fis-Dur – Akkord).
In der Reprise sind die Hörner gleich auch beim Thema mit stimmführend, und das erste Hornsolo ist ausgedehnter. Der weitere Verlauf ist gegenüber der Exposition verändert: Auf einen Dialog des Themenkopfes in den Violinen (ab Takt 65) folgt ein weiteres Forte-Piano-Motiv, und am Ende des Satzes tritt das Hornsolo vom Anfang noch mal auf. Beide Satzteile (Exposition sowie Durchführung und Reprise) werden wiederholt.
Durch die eher ernste Stimmung und die solistischen Figuren für die Hörner ähnelt das Adagio dem langsamen Anfangssatz der Sinfonie Nr. 21 von 1764, der ebenfalls in A-Dur steht. Dort übernehmen jedoch die Oboen die solistischen Partien (zu weiteren Ähnlichkeiten siehe beim Presto).

### Zweiter Satz: Allegro
A-Dur, 3/4-Takt, 134 Takte

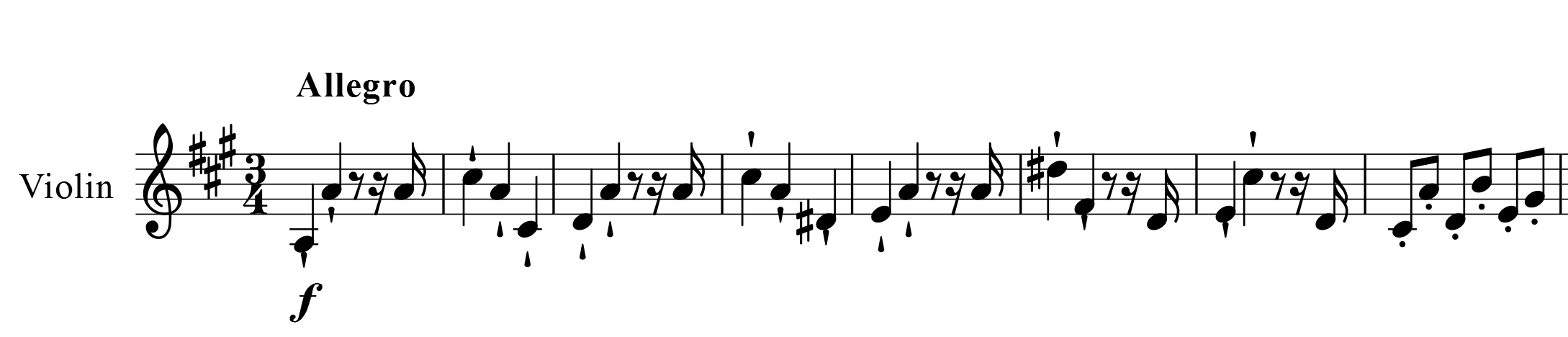
Beginn des Allegro

Das Hauptthema dieses energischen Satzes mit „unablässig vorwärts treibender Musik“ stellt das ganze Orchester zunächst im Unisono vor. Es eröffnet mit einem Oktavsprung aufwärts und „anschließenden Dreiklangsabstürzen von schärfster Prägnanz“ mit kennzeichnendem Sechzehntel-Auftakt. Eine Unisono-Wendung in Staccato-Achteln beendet das achttaktige Thema. Das Themenmaterial (Oktavsprung und Auftakt) prägt jedoch auch den weiteren Satzverlauf: So folgt ab Takt 9 der Themenkopf im Bass über Synkopen und Lauffiguren der Violinen. Ab Takt 19 tritt der Themenkopf in der 1. Violine auf, unterlegt von Tremoloflächen, die ab Takt 22 dominieren. Der Themenkopf ist ähnlich zum Anfang einer Sinfonie A-Dur von Leopold Hofmann.
Die folgende Piano-Passage mit abgesetzten Floskeln nur für die beiden Violinen, die vom Oktavsprungmotiv eingeleitet wird, etabliert die Dominante E-Dur. Nach einem Dialog zwischen tiefen und hohen Streichern (die tiefen Streicher greifen dabei eine der vorigen Floskeln auf) setzt die Schlussgruppe ein, wiederum mit Tremolo, einer energischen Unisono-Figur in Achteln (ähnlich Takt 8) und dem Oktavsprung.
Die Durchführung beginnt mit der Verarbeitung des Themenkopfes (Oktavsprung) in der 1. Violine, unterlegt von Tonleiterläufen aufwärts und dem Oktavsprung (nun abwärts) der 2. Violine. Ab Takt 62 spielen sich die Violinen das Oktavmotiv im Wechsel mit Tremolo zu, bis schließlich der Bass die Stimmführung übernimmt. In Takt 70 hat Haydn durch Tonartenwechsel fis-Moll erreicht, in der die Streicher nun eine kurze Piano-Passage mit neuer, frei fortgesponnener Melodie der 1. Violine präsentieren. Der Dialog zwischen tiefen und hohen Streichern ähnlich Takt 38 der Exposition führt dann zur Reprise.
Diese ist ähnlich der Exposition strukturiert, allerdings ist der Anfang auffällig verändert: Zu einem Orgelpunkt auf A spielen 1. Violine und Bass um eine Viertelnote versetzt das Hauptthema. Beide Satzteile (Exposition sowie Durchführung und Reprise) werden wiederholt.

„Das Glanzstück dieser Sinfonie ist unstreitig der 2. Satz: ein vorwärtsstürmendes, feuriges Allego, dessen dramatischer Atem etwas an Mozart gemahnt. Ungewöhnlich das zurklüftete Hauptthema mit seinen scharfen 16tel-Auftakten, das nach barocker Concertoart zunächst im Unisono vorangestellt ist.“

„Die beiden an zweiter Stelle stehenden Allegro-Sätze dieser Sinfonien sind in ihrer ungestümen Vehemenz und lapidaren, konzisen Formung im sinfonischen Frühschaffen Haydns absolut beispiellos. (…) Wie bei diesem außergewöhnlichen Satz kaum anders zu erwarten, beginnt die Reprise nicht ‚korrekt‘, sondern führt das Thema in den Bässen ein, die im Abstand eines Viertels von den ersten Violinen kanonisch nachgeahmt werden, was zu einer spürbaren Intensivierung der Wirkung führt.“

### Dritter Satz: Minuet
A-Dur, 3/4-Takt, mit Trio 52 Takte
Der Hauptgedanke des Menuetts ist durch seine Frage-Antwort-Wendung mit forte-piano – Kontrasten gekennzeichnet. Im folgenden, energischen Achttakter ist der Rhythmus durch Triolen aufgelockert. Zu Beginn des zweiten Teils ist die Lockerung erweitert, indem der Dreier-Rhythmus der Triolen in der 1. Violine mit dem „normalen“ Zweier-Rhythmus der Achteln (zwei Achtel pro Viertel) in den übrigen Streichern abwechselt. Beim Wiederaufgreifen des Hauptgedankens ist der „energische“ Abschnitt auf sechs Takte verkürzt.
Im Trio (ebenfalls A-Dur), das „einen bukolischen Ton anschlägt“ wechseln sich Hörner und Oboen mit solistischen Passagen ab, die Streicher begleiten. Die Hörner beginnen mit einem Viertakter, dessen aufsteigende Dreiklangswendung bis zum zweigestrichenen A führt, woraufhin die Oboen mit einem durch Triolen angereicherten Viertakter antworten. Zu Beginn des zweiten Teils führen die Oboen in einem weiteren Viertakter ihre Melodie fort, bis die Hörner wiederum ihren Viertakter vom Satzanfang aufnehmen. Den Rest des Trios spielen beide Instrumente im Dialog bzw. gemeinsam.

### Vierter Satz: Presto
A-Dur, 2/2-Takt (alla breve), 59 Takte
Das Hauptthema wird piano nur von den beiden Violinen vorgetragen und besteht aus einer fallenden Linie der 1. Violine, die auf der begleitenden Gegenstimme der 2. Violine einsetzt. Nach einem kurzen Forte des ganzen Orchesters wird dieses Thema variiert wiederholt, gefolgt von einem erneuten Forte-Block mit Läufen und Tremolo in der Dominante E-Dur. Die Schlussgruppe greift das Hauptthema auf: fallende Linie in 1. Oboe und 1. Violine, dazu eine Gegenstimme in 2. Oboe und 2. Violine, begleitet von den tiefen Streichern. Ähnlich strukturiert ist der Beginn des Schlusssatzes der Sinfonie Nr. 21, die ebenfalls in A-Dur steht und eine ähnliche Satzfolge (beginnend mit einem Adagio) aufweist.
Der Mittelteil beginnt von der Dominante E-Dur aus mit der auf sechs Takte ausgeweiteten Variante des Hauptthemas, dann wird die fallende Linie nochmals in Tremolo der Violinen aufgelöst wiederholt. Bereits in Takt 44 ist dann schon wieder die Reprise erreicht. Diese ist gegenüber der Exposition verkürzt: Auf das Hauptthema folgt bereits die Forte-Passage entsprechend Takt 16 und die veränderte Schlussgruppe mit einer sich aufschraubenden Lauffigur. Beide Satzteile (Exposition sowie Durchführung und Reprise) werden wiederholt.

„[Das Presto] unterscheidet sich auch im Charakter von dem divertimentohaften Kehraus, wie er sonst in den frühen Sinfonien an dieser Stelle meistens begegnet. Diese äußerst knappe, nur 59 Takte umfassende Presto ist schon ein richtiges kleines Sinfonie-‚Finale‘, ein Wegweiser in die Zukunft, wie Robbins Landon es nennt: so, nur ausgedehnter und reicher entwickelt, wird die Sprache der künftigen großen Finalsätze Haydns lauten (…).“